# 前668年11月10日日食
前668年11月10日日食是一次全食帶起於俄羅斯克拉斯諾亞爾斯克邊疆區圖魯漢斯克區，經過蒙古東部、中國東北、日本海、日本本州，最終結束於北太平洋的日環食。

## 文獻記錄
中國儒家經典《春秋經》記載，春秋時期魯莊公二十六年，「十二月，癸亥朔，日有食之」，經後人推算，西元前668年11月10日中國時區上午10點42分，曾發生一次日環食，魯國國都曲阜可見食分0.73。

## 基本參數
- 類型：環食

- 沙羅周期序號：61
- 日期：前668年11月10日（儒略曆）
- 時間：08時47分36秒 (UTC)
- 地點：北緯37.3°，東經140.0°
- 食分：0.9726
- 太陽高度：36°
- 月球本影路經寬度：166公里
- 全食持續時間：2分42秒

### 注腳
1. ↑  . NASA.   [2009-08-11]. （原始内容存档于2015-04-25） （英语）.
2. ↑  .   [2019-04-07]. （原始内容存档于2021-12-19）.

### 其他參考
- 胡鐵珠《大衍曆交食計算精度》

| \| \| 日食 \|                              |                                |                                           |
| 上一次日食： 前668年5月16日日食 （日環食） | 前668年11月10日日食 （日環食） | 下一次日食： 前667年4月6日日食 （日偏食） |
| 上一次日環食： 前668年5月16日日食          | 前668年11月10日日食 （日環食） | 下一次日環食： 前666年9月19日日食         |
|                                            | 日食                           |                                           |